# Wipo de Borgoña
Wipo de Borgoña (también conocido como Emi , Wippo, nacido en torno al año 995 - c. 1084), fue un sacerdote y escritor franco de la Alta Edad Media, que escribió en latín. Fue capellán del emperador del Sacro Imperio Romano Conrado II, cuya biografía escribió en forma crónica, Gesta Chuonradi II imperatoris y presentó su trabajo al hijo de Conrado, Enrique III el Negro, en 1046, no mucho después de que éste fue coronado.
Entre sus otros escritos conocidos destacan la colección de máximas, Proverbia (escrito en 1027 o 1028) y el Tetralogus Heinrici en rima de hexámetros (1040), un panegírico del emperador mezclado con sinceras exhortaciones, haciendo hincapié en que el derecho y la ley son los fundamentos reales del trono. Escribió un lamento en latín sobre la muerte de Conrado, y se cree fue el autor de la famosa secuencia de Pascua, Victimae paschali laudes, aunque esta atribución incierta.

## Ediciones
- Breslau, Wiponis Gesta Chuonradi II ceteraque quae supersunt opera (Hanover, 1878; traducción al alemán por Pfluger, Berlín, 1877; y por Wattenbach, Leipzig, 1892).
- Theodor E. Mommsen & Karl F. Morrison (transl.), Imperial Lives and Letters of the Eleventh Century (Nueva York: Columbia UP, 1962).